# Buchenbach
Buchenbach är en kommun och ort i Landkreis Breisgau-Hochschwarzwald i regionen Südlicher Oberrhein i Regierungsbezirk Freiburg i förbundslandet Baden-Württemberg i Tyskland.
Kommunen ingår i kommunalförbundet Dreisamtal tillsammans med kommunerna Kirchzarten, Oberried och Stegen.